# Caenolestidae
I Cenolestidi (Caenolestidae) sono una famiglia di mammiferi marsupiali caratteristici del Sudamerica. È l'unica famiglia della superfamiglia Caenolestoidea e dell'ordine Paucitubercolati che contiene specie viventi.

## Descrizione
I cenolestidi, comunemente detti "opossum toporagno" per la loro somiglianza con i toporagni, sono piccoli marsupiali, con lunghezza compresa tra 9 e 14 cm. La coda è lunga e non prensile. Il muso è lungo e appuntito, gli occhi piccoli e poco acuti. Il colore può essere marrone, grigio o nero.
Le femmine hanno da quattro a sette paia di mammelle, a seconda della specie, e sono prive di marsupio.

## Biologia
Sono fondamentalmente insettivori, ma si cibano anche di frutta e di piccoli vertebrati. L'attività è concentrata nelle ore notturne e all'alba. Le loro abitudini riproduttive sono poco conosciute, anche per la scarsa accessibilità del loro habitat.

## Distribuzione e habitat
Vivono nelle Ande, soprattutto settentrionali, ad altezza compresa tra 2000 e 4000 m. Solo la specie che vive nel Cile meridionale (Rhyncholestes raphanurus) si trova all'altezza di circa 1000 m.

## Sistematica
La famiglia comprende tre generi e sei specie:
- Genere Caenolestes
  - Caenolestes caniventer (Opossum toporagno dal ventre grigio)
  - Caenolestes condorensis (Opossum toporagno delle Ande)
  - Caenolestes convelatus (Opossum toporagno settentrionale)
  - Caenolestes fuliginosus (Opossum toporagno scuro)
- Genere Lestoros
  - Lestoros inca (Opossum toporagno peruviano)
- Genere Rhyncholestes
  - Rhyncholestes raphanurus (Opossum toporagno dal naso lungo)